# Winger
Winger je američki rock sastav iz New Yorka. Sastav je najveći uspjeh u SAD-u postigao kasnih 1980-ih i početkom 1990-ih godina. Ime su dobili po pjevaču sastava, Kipu Wingeru.

## Povijest
Kip Winger nekadašnji basista Alice Coopera, koji je nakon albuma Trash, otišao od Coopera i osnovao sastav kojegje nazvao po sebi. Izdaju prvi album "Winger" 1988. čime privlače pažnju metal scene, uradak je bio nešto osvježavajuće i obećavajuće. 1990. godine izlazi album "In the heart of the young" s nekoliko veliki singlova, pošto je metal scena u to vrijeme bila u zamahu, što je pogodovalo da razviju svoj status, posebice u SAD-u. 1993. izlazi album "Pull" kojime samo potvrđuju svoj status kvalitetnog heavy metal sastava, i uspjeh kod šireg dijela publike, koji nije strogo metal orijentiran, a i zahvaljujuci učestalim pojavama na TV-u, i seksipilu samog Wingera kod ženske publike.

## Diskografija
- Winger (1988)
- In the Heart of the Young (1990)
- Pull (1993)
- The Very Best of Winger (2001)
- IV (2006)
- Karma (2009.)
- Better Days Comin' (2014.)